# Blackduck State Forest
La Blackduck State Forest est une aire protégée américaine dans les comtés de Beltrami et Itasca, au Minnesota. Elle protège 508 km2 au sein de la forêt nationale de Chippewa.